# Kick III
Kick III — шостий студійний альбом венесуельської продюсерки та співачки Арки. Реліз альбому був запланований на 3 грудня 2021 року, але вийшов раніше, 1 грудня 2021 року, на лейблі XL Recordings як продовження її альбому 2020 року Kick I, і став третім у квінтеті Kick. Kick II, Kick IIII та Kick IIIII вийшли того ж тижня. Kick III підтримувався лід-синґлами «Incendio» та «Electra Rex». Альбом отримав позитивні відгуки від критиків.

## Передумови
Після виходу Kick I з'явилася новина, що Арка випустить ще два альбоми Kick, щоб створити трилогію. Артиска звернулася до Pitchfork, щоб розповісти про це: «Буде чотири томи. Третій буде трохи більш інтровертним, ніж Kick I, я думаю, трохи більше схожим на мій однойменний альбом. Четвертий — лише фортепіано, без вокалу. Наразі, як не дивно, найменш визначеним є третій. Це все зараз у стадії дозрівання […] Кожен Kick існує у своєрідному квантовому стані до того дня, коли я відправляю його на мастеринг. Я намагаюся не брати на себе зобов'язань, поки це не станеться. Але у мене є бачення щодо цього. Другий важкий на бекбіти, вокальні маніпуляції, манію і божевілля».
Наступного року Арка випустила мініальбом Madre і з'явилась у ремікс-альбомі Леді Гаги Dawn of Chromatica, де зробила ремікс на спільну пісню Аріани Ґранде і Гаги — «Rain on Me». Розповідаючи про пісню в соціальних мережах, Арка заявила: «Це також останній раз, коли я грайливо деконструюю свої пісні „Time“ і „Mequetrefe“, оскільки ми прощаємося з епохою Kick I і переходимо в епоху Kick II і далі».
27 вересня було випущено синґл «Incendio», який отримав схвальні відгуки критиків. Kick III був анонсований 9 листопада, одночасно з виходом синглу «Electra Rex». Він повинен був вийти в той же день, що і Kick II. На той час опис альбому від Арки значно оновився і був описаний як «портал безпосередньо до більш маніакальної, жорстоко ейфоричної та агресивно психоделічної звукової палітри серії» і «найбільш запальний вступ у всесвіті Kick». З анонсом Kick IIII, Arca підтвердила, що звукова палітра Kick III буде зосереджена «більше на важкій клубній музиці».
Реліз альбому відбувся 1 грудня 2021 року, через день після виходу Kick II. Його обкладинку сфотографував Фредерік Гейман.

## Стиль
Стилістично Kick III — це деконструйований клаб, ґлітч-хоп, психоделіка, реґґетон, денс, та електронний нойз. Відкриває альбом «Bruja» — «дреґ-бальний трек, сповнений зухвалості та заразливої енергії». «Incendio» — індустріальний реп, який «демонструє звуковий дизайн Герсі у його найбільш винахідливому виконанні. Шуми від проїжджаючих повз транспортних засобів отримують стільки ж місця, скільки і балістичний перкусійний гуркіт, а шаленство змушує її вокальну подачу змінювати форму — задихаючий квазі-реп, полум'яні вигуки, дитяче хихикання, що постійно піднімає волосся». «Rubberneck» — це суміш IDM та класичного кроссоверу, що містить «караючі індустріальні удари» і «відчуття контрольованого хаосу». «Señorita» — «ґлітч», пісня у стилі хіп-хоп, яка функціонує як «пробивна лірична центральна частина альбому». «Electra Rex» — «підкріплена печерним треп-бітом, який поступається місцем синкопованим перкусіям і поєднує в собі грецькі міфологічні трагедії про Електру та Царя Едіпа». «Skullqueen» «імітує відвідувачів клубу, які виходять подихати свіжим повітрям, перш ніж повернутися назад в ейфорійну темряву ґлітч-хоп вечірки Арки». Закриває альбом «Joya» — балада, яку порівнюють з творчістю Б'єрк епохи Homogenic, що «закриває альбом на ноті всеосяжного спокою».

## Відгуки
На сайті рецензій Metacritic Kick III отримав «загалом схвальні відгуки» на основі середньозваженого балу 78 зі 100 від 14 критиків. Ред Дзірі, який писав для The Line of Best Fit, назвав Kick III «однією з найдосконаліших робіт Арки на сьогоднішній день». Макс Фрідман з A.V. Club назвав «Incendio» «явною вершиною» всього квінтету. Сафія Хопфе з Exclaim! висловила думку, що «в альбомі мало сюжетної послідовності — лише розширення і дистиляції звуку, які створюють атмосферу, настільки всепоглинаючу, що вона неминуча». А оглядач Evening Standard Девід Сміт назвав проєкт «гіперактивним і тремтливим, що в цілому дратує».
Kick III потрапив на 2 сходинку списку найкращих альбомів 2021 року за версією The Atlantic, а також номінований на премію Libera Awards 2022 року в категорії «Найкращий електронний альбом».

## Трек-лист
| #     | Назва            | Тривалість |
| ----- | ---------------- | ---------- |
| 1.    | «Bruja»          | 3:50       |
| 2.    | «Incendio»       | 2:44       |
| 3.    | «Morbo»          | 2:15       |
| 4.    | «Fiera»          | 4:28       |
| 5.    | «Skullqueen»     | 2:33       |
| 6.    | «Electra Rex»    | 2:08       |
| 7.    | «Ripples»        | 2:09       |
| 8.    | «Rubberneck»     | 2:28       |
| 9.    | «Señorita»       | 2:21       |
| 10.   | «My 2»           | 3:15       |
| 11.   | «Intimate Flesh» | 3:32       |
| 12.   | «Joya»           | 3:55       |
| 35:38 |                  |            |